# Cash'n Guns
 (octobre 2023).
Cash'n Guns est un jeu de société créé par Ludovic Maublanc, paru en encart du magazine Jeux sur un plateau en 2004 sous le nom de Killdog puis édité par Repos Production en 2005 sous son nom actuel.
Pour 4 à 6 joueurs, de 10 ans et plus pour environ 30 minutes.

## Principe général
Descriptif de l'éditeur : « Une bande de gangsters se partage un magot dans un entrepôt désaffecté, mais personne n'est d'accord sur les modalités du partage ! »
Le jeu est inspiré de l'ambiance de films policiers où les gangsters s'entretuent après un braquage, faute de se mettre d'accord sur le partage du butin. Les joueurs doivent user de bluff et de ruse pour récupérer un maximum d'argent sans se faire descendre. Ils se menacent les uns les autres avec des armes fictives en mousse et tentent de dissuader les autres joueurs de réclamer une part en les menaçant de leur revolver. Mais d'une part celui-ci n'est pas toujours chargé, d'autre part, un gangster qui vous menace et se trouve lui-même menacé choisira peut-être de se retirer pour ne pas être descendu : vous seriez alors sauvé et il serait dommage d'avoir déserté la scène du partage !
Cash'n Guns est un jeu d'ambiance, de bluff, d'influence et de persuasion.

## Récompense
- Nommé au Festival de Saint-Herblain en 2006
- Nommé pour l'As d'Or Jeu de l'année 2007